# 1979 Сахаров
1979 Сахаров (1979 Sakharov) — астероїд головного поясу, відкритий 24 вересня 1960 року.
Тіссеранів параметр щодо Юпітера — 3,528.